# Beutelwurst
Le Beutelwurst est un boudin noir allemand (Rotwurst ou Blutwurst), contenant du gruau de seigle, qui n'est pas autorisé pour  le Rotwurst classique.

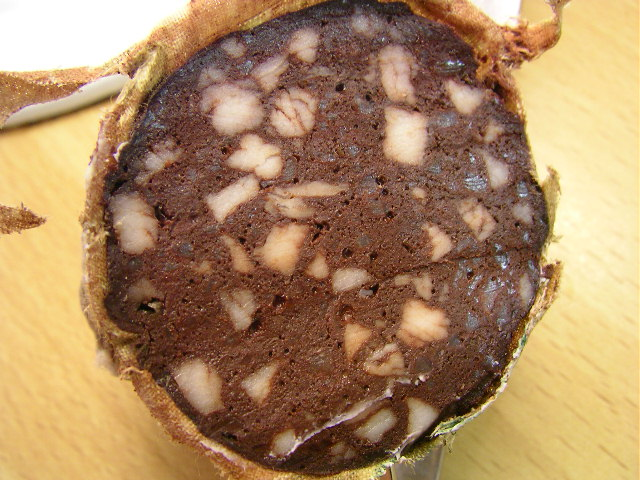
Beutelwurst.

Le nom Beutelwurst vient du fait que le boudin n'est pas fait dans un intestin, mais dans une poche de lin ou dans un sac en papier (« sac » = Beutel).
La poche est pressée durant plusieurs semaines et souvent légèrement fumée.
Il existe en Westphalie aussi une version « grise », qui ne contient pas de sang mais du foie de porc.